# Chris van der Drift
Christopher Jason van der Drift (ur. 8 marca 1986 roku w Hamilton) – nowozelandzki kierowca wyścigowy.

## Kariera

### Formuła BMW
Chris karierę rozpoczął w 1994 roku od startów w kartingu. W 2004 roku zadebiutował w serii wyścigów samochodów jednomiejscowych – Niemieckiej Formule BMW. Van der Drift (w zespole Team Rosberg) ośmiokrotnie stanął na podium, ostatecznie zajmując 4. miejsce w końcowej klasyfikacji. W drugim sezonie startów ponownie uplasował się na 4. pozycji, jednakże z mniejszym dorobkiem punktowym oraz lokatami w pierwszej trójce. W jednym z pięciu wizyt na podium odniósł jednak zwycięstwo, w drugim starcie na belgijskim torze Spa-Francorchamps (uzyskał przy tym najszybsze okrążenie).

### Formuła Renault
W sezonie 2006 Nowozelandczyk reprezentował włoską ekipę JD Motorsport, w północnoeuropejskim oraz europejskim cyklu Formuły Renault. W obu seriach został wicemistrzem, odnosząc przy tym odpowiednio cztery oraz dwa zwycięstwa.

### Międzynarodowa Formuła Master
W latach 2007-2008 ścigał się we włoskiej stajni JD Motorsport w Międzynarodowej Formule Master. W pierwszym sezonie dwukrotnie stanął na najwyższym stopniu podium (na torze Oschersleben sięgnął po pole position), ostatecznie zostając wicemistrzem. W drugim podejściu Chris był już najlepszym kierowcą sezonu, pewnie sięgając po tytuł mistrzowski. w trakcie zmagań sześciokrotnie zwyciężył, z czego dwukrotnie w inauguracyjnej rundzie w Walencji. Van der Drift aż siedmiokrotnie startował również z pierwszej pozycji oraz ośmiokrotnie odnotował najlepszy czas okrążenia w wyścigu.

### Azjatycka Seria GP2
W przerwie zimowej Nowozelandczyk podpisał kontrakt z włoską ekipą Trident Racing, na udział w Azjatyckiej Serii GP2. Chris wystartował w dwóch rundach, po czym odszedł z zespołu na rzecz Hiszpana Adriána Vallésa. W ciągu trzech wyścigów, Van der Drift dwukrotnie sięgnął po punkty na chińskim torze w Szanghaju (zajął odpowiednio siódme i czwarte miejsce). Dzięki temu w klasyfikacji generalnej uplasował się na 18. pozycji.

### Formuła Renault 3.5
W sezonie 2009 podpisał kontrakt z hiszpańskim zespołem Epsilon Euskadi. Nowozelandczyk dziewięciokrotnie zdobył punkty, będąc już w drugim starcie (na Circuit de Catalunya) na trzeciej lokacie. Ostatecznie w klasyfikacji znalazł się na 11.miejscu.
W 2011 roku powrócił do serii, nawiązując współpracę z malezyjską ekipą Mofaz Racing. W ciągu siedmiu wyścigów, pięciokrotnie sięgnął po punkty, a podczas niedzielnych zmagań na belgijskim obiekcie Spa-Francorchamps po raz drugi w karierze stanął na najniższym stopniu podium. Po eliminacji na ulicznym torze Monte Carlo Van de Drift został zastąpiony przez Malezyjczyka Fairuza Fauzy. Dorobek punktowy pozwolił mu na zajęcie 12. lokaty.

### Superleague Formula
W roku 2008 Nowozelandczyk podpisał kontrakt z niemieckim zespołem GU-Racing International, na udział w nowo utworzonej serii Superleague Formula. Ścigając się pod greckimi barwami klubu Olimpiakos Pireus, Chris prezentował znakomitą formę, będąc dziewięciokrotnie na podium (we tym cztery zwycięstwa) w ciągu siedmiu eliminacji. W trzecim wyścigu na brytyjskim torze Brands Hatch Van der Drift uległ poważnemu wypadkowi, w wyniku uderzenia z ogromną prędkością w betonowy mur mostu. Wypadek w efekcie wykluczył go ze startów w czterech kolejnych rundach.
Do serii powrócił dopiero na ostatnią eliminację sezonu (na hiszpańskim torze Navarra), ponad dwa miesiące później. Będąc zawodnikiem innej ekipy (francuska Barazi-Epsilon), reprezentował turecką drużynę Galatasaray. Po punkty sięgnął w drugim wyścigu, plasując się na siódmym miejscu. Swoimi wynikami przyczynił się do zajęcia przez Olimpiakos Pireus 4. pozycji, natomiast dzięki punktom zdobytym z tureckim klubem, pomógł im w zajęciu 13. lokaty w końcowej klasyfikacji.
W sezonie 2011 Chris zastąpił swojego rodaka Earla Bambera w narodowej ekipie Nowej Zelandii (wyposażenie przygotowywał brytyjski Atech GP). Nowozelandczyk wziął udział w jednej rundzie (pozostałe zostały odwołane), rozegranej na belgijskim torze Zolder. Wszystkie trzy wyścigi zakończył z dorobkiem punktowym, plasując się odpowiednio na czwartym (z najszybszym okrążeniem), ósmym oraz piątym miejscu. Dzięki temu jego zespół zmagania zakończył na 7. pozycji.

## Statystyki
| Sezon   | Seria                              | Zespół                | Nr  | Wyścigi | Zwycięstwa | PP | NO | Punkty | Pozycja |
| 2012    | Auto GP World Series               | Manor MP Motorsport   | 33  | 12      | 1          | 0  | 0  | 127    | 4       |
| 2011    | Superleague Formula                | Zespół Nowej Zelandii | N/A | 3       | 0          | 0  | 0  | 116†   | 7†      |
| 2011    | Formuła Renault 3.5                | Mofaz Racing          | 19  | 7       | 0          | 0  | 0  | 43     | 12      |
| 2010    | Superleague Formula                | Olympiacos CFP        | N/A | 18      | 4          | 2  | 3  | 653†   | 4†      |
| 2010    | Superleague Formula                | Galatasaray           | N/A | 3       | 0          | 0  | 0  | 358†   | 13†     |
| 2009    | Formuła Renault 3.5                | Epsilon Euskadi       | 22  | 17      | 0          | 0  | 0  | 41     | 11      |
| 2008-09 | Azjatycka Seria GP2                | Trident Racing        | 27  | 3       | 0          | 0  | 0  | 5      | 18      |
| 2008    | Międzynarodowa Formuła Master      | JD Motorsport         | 6   | 16      | 6          | 6  | 8  | 101    | 1       |
| 2007    | Międzynarodowa Formuła Master      | JD Motorsport         | 7   | 16      | 2          | 1  | 2  | 65     | 2       |
| 2006    | Europejska Formuła Renault         | JD Motorsport         | 25  | 14      | 2          | 2  | 1  | 91     | 2       |
| 2006    | Północnoeuropejska Formuła Renault | JD Motorsport         | 25  | 14      | 4          | 7  | 4  | 267    | 2       |
| 2005    | Niemiecka Formuła BMW              | Team Rosberg          | 7   | 20      | 1          | 0  | 1  | 149    | 4       |
| 2004    | Niemiecka Formuła BMW              | Team Rosberg          | 7   | 20      | 0          | 0  | 0  | 168    | 4       |

† – Punkty oraz pozycja końcowa zespołu.

## Wyniki w Azjatyckiej Serii GP2
| Legenda oznaczeń w tabelach wyników Wyświetl szablon na nowej stronie | Legenda oznaczeń w tabelach wyników Wyświetl szablon na nowej stronie                                                                     |
| Oznaczenie                                                            | Wyjaśnienie |
| --------------------------------------------------------------------- | --- |
| Złoty                                                                 | Zwycięzca lub mistrzostwo |
| Srebrny                                                               | 2. miejsce lub wicemistrzostwo |
| Brązowy                                                               | 3. miejsce lub II wicemistrzostwo |
| Zielony                                                               | Ukończył, punktował (w klasyfikacji generalnej, gdy zdobył co najmniej jeden punkt na przestrzeni sezonu, poza trzema powyższymi opcjami) |
| Niebieski                                                             | Ukończył, nie punktował (w klasyfikacji generalnej, gdy nie zdobył co najmniej jednego punktu na przestrzeni sezonu)                      |
| Czerwony                                                              | Nie zakwalifikował się (NZ) |
| Czerwony                                                              | Nie prekwalifikował się (NPK) |
| Różowy                                                                | Nie ukończył (NU) |
| Różowy                                                                | Niesklasyfikowany (NS) (w klasyfikacji generalnej, gdy nie został sklasyfikowany w żadnym wyścigu sezonu)                                 |
| Czarny                                                                | Zdyskwalifikowany (DK) |
| Czarny                                                                | Wykluczony (WYK/EX) |
| Biały                                                                 | Nie wystartował (NW) |
| Biały                                                                 | Kontuzjowany (K/INJ) |
| Biały                                                                 | Wyścig odwołany (OD/C) |
| Bez koloru                                                            | Został wycofany (WYC/WD) |
| Bez koloru                                                            | Nie przybył (NP/DNA) |
| Bez koloru                                                            | Nie brał udziału w treningach (NT/DNP) |
| Bez koloru                                                            | Nie został zgłoszony (–) |
| Pogrubienie                                                           | Start z pole position |
| Kursywa                                                               | Najszybsze okrążenie wyścigu |
| †                                                                     | Nie ukończył, ale jego rezultat został zaliczony ze względu na przejechanie więcej niż 90% dystansu wyścigu.                              |
| *                                                                     | Sezon w trakcie |
| 1/2/3                                                                 | Punktowana pozycja w sprincie kwalifikacyjnym                                                                                             |
| Lista systemów punktacji Formuły 1                                    | |

| Rok       | Zespół         | Wyniki w poszczególnych eliminacjach | Wyniki w poszczególnych eliminacjach | Wyniki w poszczególnych eliminacjach | Wyniki w poszczególnych eliminacjach | Wyniki w poszczególnych eliminacjach | Wyniki w poszczególnych eliminacjach | Wyniki w poszczególnych eliminacjach | Wyniki w poszczególnych eliminacjach | Wyniki w poszczególnych eliminacjach | Wyniki w poszczególnych eliminacjach | Wyniki w poszczególnych eliminacjach | Punkty | Pozycja |
| --------- | -------------- | ------------------------------------ | ------------------------------------ | ------------------------------------ | ------------------------------------ | ------------------------------------ | ------------------------------------ | ------------------------------------ | ------------------------------------ | ------------------------------------ | ------------------------------------ | ------------------------------------ | ------ | ------- |
| 2008/2009 | Trident Racing | CHN                                  | CHN                                  | ARE                                  | BHR                                  | BHR                                  | QAT                                  | QAT                                  | MAL                                  | MAL                                  | BHR                                  | BHR                                  | 5      | 18      |
| 2008/2009 | Trident Racing | 7                                    | 4                                    | NU                                   | -                                    | -                                    | -                                    | -                                    | -                                    | -                                    | -                                    | -                                    | 5      | 18      |

## Wyniki w Formule Renault 3.5
| Legenda oznaczeń w tabelach wyników Wyświetl szablon na nowej stronie | Legenda oznaczeń w tabelach wyników Wyświetl szablon na nowej stronie                                                                     |
| Oznaczenie                                                            | Wyjaśnienie |
| --------------------------------------------------------------------- | --- |
| Złoty                                                                 | Zwycięzca lub mistrzostwo |
| Srebrny                                                               | 2. miejsce lub wicemistrzostwo |
| Brązowy                                                               | 3. miejsce lub II wicemistrzostwo |
| Zielony                                                               | Ukończył, punktował (w klasyfikacji generalnej, gdy zdobył co najmniej jeden punkt na przestrzeni sezonu, poza trzema powyższymi opcjami) |
| Niebieski                                                             | Ukończył, nie punktował (w klasyfikacji generalnej, gdy nie zdobył co najmniej jednego punktu na przestrzeni sezonu)                      |
| Czerwony                                                              | Nie zakwalifikował się (NZ) |
| Czerwony                                                              | Nie prekwalifikował się (NPK) |
| Różowy                                                                | Nie ukończył (NU) |
| Różowy                                                                | Niesklasyfikowany (NS) (w klasyfikacji generalnej, gdy nie został sklasyfikowany w żadnym wyścigu sezonu)                                 |
| Czarny                                                                | Zdyskwalifikowany (DK) |
| Czarny                                                                | Wykluczony (WYK/EX) |
| Biały                                                                 | Nie wystartował (NW) |
| Biały                                                                 | Kontuzjowany (K/INJ) |
| Biały                                                                 | Wyścig odwołany (OD/C) |
| Bez koloru                                                            | Został wycofany (WYC/WD) |
| Bez koloru                                                            | Nie przybył (NP/DNA) |
| Bez koloru                                                            | Nie brał udziału w treningach (NT/DNP) |
| Bez koloru                                                            | Nie został zgłoszony (–) |
| Pogrubienie                                                           | Start z pole position |
| Kursywa                                                               | Najszybsze okrążenie wyścigu |
| †                                                                     | Nie ukończył, ale jego rezultat został zaliczony ze względu na przejechanie więcej niż 90% dystansu wyścigu.                              |
| *                                                                     | Sezon w trakcie |
| 1/2/3                                                                 | Punktowana pozycja w sprincie kwalifikacyjnym                                                                                             |
| Lista systemów punktacji Formuły 1                                    | |

| Rok  | Zespół          | Wyniki w poszczególnych eliminacjach | Wyniki w poszczególnych eliminacjach | Wyniki w poszczególnych eliminacjach | Wyniki w poszczególnych eliminacjach | Wyniki w poszczególnych eliminacjach | Wyniki w poszczególnych eliminacjach | Wyniki w poszczególnych eliminacjach | Wyniki w poszczególnych eliminacjach | Wyniki w poszczególnych eliminacjach | Wyniki w poszczególnych eliminacjach | Wyniki w poszczególnych eliminacjach | Wyniki w poszczególnych eliminacjach | Wyniki w poszczególnych eliminacjach | Wyniki w poszczególnych eliminacjach | Wyniki w poszczególnych eliminacjach | Wyniki w poszczególnych eliminacjach | Wyniki w poszczególnych eliminacjach | Punkty | Pozycja |
| ---- | --------------- | ------------------------------------ | ------------------------------------ | ------------------------------------ | ------------------------------------ | ------------------------------------ | ------------------------------------ | ------------------------------------ | ------------------------------------ | ------------------------------------ | ------------------------------------ | ------------------------------------ | ------------------------------------ | ------------------------------------ | ------------------------------------ | ------------------------------------ | ------------------------------------ | ------------------------------------ | ------ | ------- |
| 2009 | Epsilon Euskadi | CAT                                  | CAT                                  | BEL                                  | BEL                                  | MON                                  | HUN                                  | HUN                                  | GBR                                  | GBR                                  | FRA                                  | FRA                                  | PRT                                  | PRT                                  | DEU                                  | DEU                                  | ARA                                  | ARA                                  | 41     | 11      |
| 2009 | Epsilon Euskadi | 7                                    | 3                                    | 9                                    | NU                                   | 7                                    | 13                                   | 4                                    | NU                                   | 19                                   | 15                                   | 11                                   | NU                                   | 7                                    | 14                                   | 10                                   | 9                                    | 8                                    | 41     | 11      |
| 2011 | Mofaz Racing    | ARA                                  | ARA                                  | BEL                                  | BEL                                  | ITA                                  | ITA                                  | MON                                  | DEU                                  | DEU                                  | HUN                                  | HUN                                  | GBR                                  | GBR                                  | FRA                                  | FRA                                  | CAT                                  | CAT                                  | 43     | 12      |
| 2011 | Mofaz Racing    | 8                                    | 13                                   | 11                                   | 3                                    | 4                                    | 6                                    | 8                                    | -                                    | -                                    | -                                    | -                                    | -                                    | -                                    | -                                    | -                                    | -                                    | -                                    | 43     | 12      |